# Sertularella albida
Sertularella albida is een hydroïdpoliep uit de familie Sertulariidae. De poliep komt uit het geslacht Sertularella. Sertularella albida werd in 1884 voor het eerst wetenschappelijk beschreven door Kirchenpauer. 